# 11554 Asios
11554 Asios este o planetă minoră (asteroid), cu un diametru de 41,561 km, din Asteroid troian al lui Jupiter. A fost descoperită pe 22 ianuarie 1993 la Observatorul European Austral de Eric Walter Elst și a fost numită după Asius⁠(d). 
Obiectul prezintă o orbită caracterizată de o semiaxă mare de 5,2644809 UAi, o excentricitate de 0,061, o înclinație de 13,70996 ° în raport cu ecliptica.